# Cambra Estrellada
La Cambra Estrelada o Estelada (En anglès Star Chamber) fou un tribunal anglès format per jutges i regidors reials creada el 1487 pel rei Enric VII d'Anglaterra amb la finalitat de donar força a la llei a tots els territoris del regne amb agilitat. L'origen del nom no és clar però, tot i que no hi ha proves, l'Oxford English Dictionary afirma que el nom prové de les estrelles que decoraven les parets de la cambra.
En la sessió parlamentària de 1487 el rei Enric VII d'Anglaterra, el primer de la dinastia Tudor, reformulà i desenvolupà l'anomenada Cambra Estrellada (Star Chamber). Tot i que les primeres referències que tenim d'aquest tribuna es remunten fins al 1398, no serà fins al 1487 que agafarà importància. La intenció d'Enric VII era esquivar la burocràcia i la corrupció separant la Cambra Estrellada del tribunal del Consell General del rei. En un començament el tribunal estava format per jutges de dret consuetudinari i consellers privats del rei i serví per complementar i supervisar les activitats dels tribunals inferiors amb qüestions civils i penals. Amb tot, els seus membres també podien ocupar-se directament de casos a petició directa, fet que li donava una força molt gran per acusar i sentenciar en contra de nobles i/o gent poderosa.
Amb tot, el tribunal agafà popularitat durant el regnat d'Enric VIII d'Anglaterra. Sota la direcció de Thomas Wolsey (arquebisbe de York i Lord Canceller) i de Thomas Cranmer (arquebisbe de Canterbury) s'utilitzà la Cambra Estrellada per lluitar contra la dissidència política i religiosa i combatre contra els enemics de la reforma anglicana que Enric VIII havia iniciat a causa del seu divorci amb Caterina d'Aragó. A partir de l'aplicació de les Lleis sobre els drets de Gal·les (Acts in Wales laws) el 1535, el tribunal de la Cambra Estrellada també serví com a arma colonial que jugà sempre a favor dels interessos de la petita noblesa anglesa resident a Gal·les.
En el regnat de Carles I d'Anglaterra (1625 - 1649) la Cambra Estrellada substituí al Parlament durant els onze anys d'absolutisme, convertint-se en un tribunal polític que perseguí l'oposició parlamentarista i el puritanisme, obligant a molts puritans a exiliar-se a Nova Anglaterra. Amb tot, a la restauració del Parlament el 1640 el tribunal de la Cambra Estrellada seria dissolt durant l'anomenat "Parlament llarg" i sota la presidència de John Pym a través de les Lleis Triennals (Triennial Acts) de l'any 1641.
Els excessos de la Cambra Estrellada durant el regnat de Carles I foren un dels arguments que utilitzaren els puritans i Oliver Cromwell per condemnar a mort Carles I el 1649 després de la Guerra Civil Anglesa.

## Curiositats
Actualment els anglesos anomenen Cambra Estrellada aquells organismes burocràtics, administratius o legals que actuen de manera arbitrària, estricta i amb secretisme.